# П. Т. Уша
Пилавуллаканти Текшкаппарампил Уша (малаял. പിലാവുള്ളകണ്ടി തെക്കേപ്പറമ്പിൽ ഉഷ, англ. Pilavullakandi Thekkeparambil Usha; род. 20 мая 1964 года) — индийская легкоатлетка, специализирующаяся в беге на короткие дистанции. Участница Олимпийских игр 1980, 1984 и 1988 годов. Призёрка Азиатских игр и чемпионатов. Награждена четвёртой по старшинству гражданской наградой Индии Падма Шри в 1985 и спортивной премией Арджуна в 1983 году.

## Биография
П. Т. Уша родилась 20 мая 1964 года в деревне Кутхали, округ Кожикоде, штат Керала в семье Э. П. М. Пайнтала и Т. В. Лакшми.
Была второй из шести детей и в детстве имела проблемы со здоровьем. Выросла в окрестностях деревень Тиккоти и Пейоли, где посещала школу.
Начала заниматься лёгкой атлетикой, учась в четвёртом классе. После седьмого перешла в недавно созданную спортивную школу в Каннуре. Три года спустя на одном из соревнований была замечена О. М. Намбиаром, который затем стал её тренером.
В 15 лет на своих первых международных соревнованиях в Карачи Уша завоевала четыре золотых медали, что принесло ей путёвку на Летние Олимпийские игры 1980 года. После победы на национальных соревнованиях в Бангалоре у неё обнаружились проблемы с сердцем, однако, взяв небольшой перерыв для лечения, она вернулась на трассу в начале 1982 года. Перед Азиатскими играми в Дели Уша перенесла малярию, но несмотря на это выиграла две серебряные медали в забегах на 100 и 200 метров.
В забеге на 400 метров с препятствиями на Олимпиаде в Лос-Анджелесе заняла четвёртое место, отстав от бронзовой медалистки Кристины Кожокару на одну сотую секунды. Стала первой индианкой, которая дошла до финала в индивидуальных соревнованиях на Олимпийских играх. Несколькими днями позже заняла седьмое место в эстафете на 400 метров вместе с Шаини Уилсон, Ванданой Рао и М. Д. Валсаммой.
С чемпионата Азии в Джакарте она привезла пять золотых и бронзовую медаль, две из которых получила в составе эстафетных команд.
На Азиатских играх в Сеуле завоевала четыре золотые медали, установив рекорд игр на каждой дистанции. Пятое золото, в беге на 100 метров, уступила филиппинке Лидии де Веге. Поскольку помимо её четырёх, на играх 1986 года Индия выиграла только одну золотую медаль, страна чествовала её как национального героя, дав ей прозвище «Золотая девочка».
Это звание Уша подтвердила в следующем году, привезя ещё серебряную и три золотые медали с Чемпионата Азии с Сингапуре
и три — с Южноазиатских игр в Калькутте.
Тем больше негатива обрушилось на неё после того, как она выбыла из гонки в первом же забеге на Олимпийских играх 1988 года.
Годом ранее она приняла участие в Чемпионате мира в Риме, но также не заработала ни одной медали.
На Азиатских играх в Пекине она смогла взять только серебро в индивидуальном забеге на 400 метров, из-за чего была снята с участия в эстафете.
В 1991 году Уша вышла замуж за В. Шринивасана, офицера Central Industrial Security Force и взяла перерыв в карьере в связи с рождением сына Уджвала.
Вернулась к спорту в 1993 году, заработав серебро в эстафете на Азиатских играх в Хиросиме на следующий год.
В забеге на 200 метров на Южноазиатских играх выиграла бронзу в 1995 и золото в 1997 году.
На Чемпионате Азии 1998 года она завоевала две бронзовые медали в индивидуальных гонках и золото с серебром в эстафете.
В том же году Уша приняла участие в Азиатских играх в Бангкоке, где пришла шестой в забеге на 400 метров и не прошла в финал забега на 200, после чего была снята с участия в эстафете.
В июле 2000 года Уша заявила об уходе из спорта и занялась преподаванием в построенной ею спортивной школе в Пейоли.
Среди её подопечных — участница Олимпиад 2012 и 2016 годов, легкоатлетка Тинту Лука.